# トニー・グウィン・スタジアム
トニー・グウィン・スタジアム（英語: Tony Gwynn Stadium）は、アメリカ合衆国カリフォルニア州のサンディエゴ州立大学のキャンパス内にある野球場。

## 概要
同大学出身のMLB選手トニー・グウィンが名前の由来。